# Marvin Muth

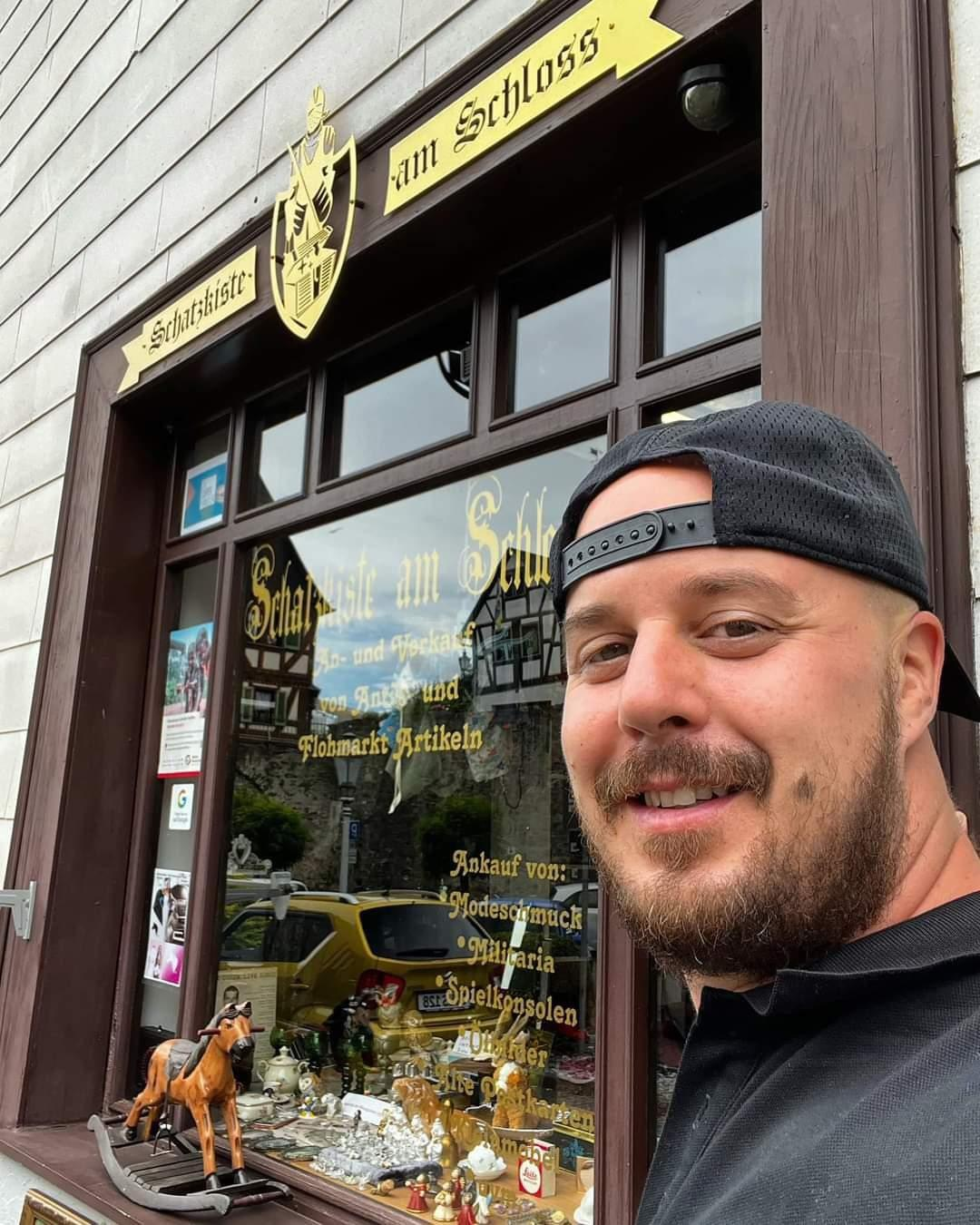
Marvin Muth vor seinem Antiquitätengeschäft in Braunfels

Marvin Michael Muth (* 29. Oktober 1990 in Wetzlar) ist ein deutscher Kunst- und Antiquitäten-Händler und veröffentlicht unter dem Künstlernamen Triple M Deutsch-Rap.

## Leben
Marvin Michael Muth wurde als erster Sohn einer Schauspielerin und eines Künstlers in Wetzlar geboren. Mit knapp drei Jahren zog Marvin Muth mit seiner Familie in das mittelhessische Braunfels, wo er seine schulische Ausbildung mit einem Realschulabschluss beendete. Er absolvierte eine Ausbildung zum Hotelfachmann.
Schon als Kind besuchte Marvin mit seinem Vater Flohmärkte, wo er sich über Jahrzehnte ein umfangreiches Fachwissen über Antiquitäten aneignete. Mit knapp 19 Jahren eröffnete Marvin Muth sein erstes Geschäft für Antiquitäten in Braunfels. Diese erlangte deutschlandweit Bekanntheit durch die Sendung RTL-Sendung Die Superhändler – 4 Räume, 1 Deal, für die er sich als Verkäufer beworben hatte, aber dann als Händler engagiert wurde. Neben den Superhändlern spielte Marvin Muth bei den deutschen Fernsehserien, wie „Auf Streife“, „Die Gemeinschaftspraxis“, „Das Strafgericht“ oder bei der „Köln 50667“ mit. Sein aktuellstes Engagement war die Teilnahme an Ninja Warrior Germany. Auch im Kinofilm „Bandage“ spielte Marvin Muth mit, dieser erschien Ende 2020.
Marvin Muth ist auch als Antiquitäten- und Kunsthändler tätig.
Zwischenzeitlich war Marvin Muth Model für Werbekampagnen. Eine Gesangslaufbahn startete Marvin Muth als Deutsch-Rapper im Jahr 2021 und tourt als Solokünstler „Triple-M“ durch Deutschland auf kleinen Bühnen.
Ehrenamtlich engagiert sich Marvin Muth für verschiedene Organisationen. Darunter ist der Botschafter für The Last Whaling Station gemeinsam mit Jason Momoa. Ebenso ist der Botschafter bei der Aktion Deutschland hilft und engagiert sich für das Albert-Schweitzer-Kinderdorf. Darüber hinaus setzt er sich für Tiere in Not ein, wie für einen Gnadenhof im Emsland oder für das Tierheim Wetzlar.

## Filmografie (Auswahl)
- 2025: Notruf[14]
- 2024: Stern TV
- 2024: Verklag mich doch!
- 2020–2024: Die Superhändler – 4 Räume, 1 Deal
- 2022: SOS – Retter im Einsatz
- 2023: Köln 50667
- 2023: Ulrich Wetzel – Das Strafgericht
- 2023: Auf Streife
- 2023: Die Gemeinschaftspraxis
- 2023: Ninja Warrior Germany – Die stärkste Show Deutschlands (Promi Spezial 2023)
- 2022: Hilfe, die Camper kommen[15]

## Diskografie
- 2024: Fast X
- 2023: Prominent[16]
- 2023: Aquaman[16]
- 2023: Rarität[17]
- 2023: Skyline – (Musikvideo mit Antoine Richard)[18]
- 2023: Résumé[19]